# منتون
منتون (بالفرنسية: Menton) هي مدينة وبلدية فرنسية تابعة لإقليم ألب ماريتيم بالقرب من الحدود الفرنسية الإيطالية وتقع في شرق فرنسا قرب موناكو التي تبعد عنها 12 كم ويقطنها حوالي 75064 نسمة حسب إحصائيات سنة 2008.

## المناخ
يظهر الجدول التالي التغييرات المناخية على مدار السنة لمنتون:
| البيانات المناخية لـمنتون         | البيانات المناخية لـمنتون | البيانات المناخية لـمنتون | البيانات المناخية لـمنتون | البيانات المناخية لـمنتون | البيانات المناخية لـمنتون | البيانات المناخية لـمنتون | البيانات المناخية لـمنتون | البيانات المناخية لـمنتون | البيانات المناخية لـمنتون | البيانات المناخية لـمنتون | البيانات المناخية لـمنتون | البيانات المناخية لـمنتون | البيانات المناخية لـمنتون |
| الشهر                             | يناير                     | فبراير                    | مارس                      | أبريل                     | مايو                      | يونيو                     | يوليو                     | أغسطس                     | سبتمبر                    | أكتوبر                    | نوفمبر                    | ديسمبر                    | المعدل السنوي             |
| --------------------------------- | ------------------------- | ------------------------- | ------------------------- | ------------------------- | ------------------------- | ------------------------- | ------------------------- | ------------------------- | ------------------------- | ------------------------- | ------------------------- | ------------------------- | ------------------------- |
| الدرجة القصوى °ف (°م)             | 64.9 (18.3)               | 68.9 (20.5)               | 74.1 (23.4)               | 81.0 (27.2)               | 88.5 (31.4)               | 92.7 (33.7)               | 95.7 (35.4)               | 97.7 (36.5)               | 92.8 (33.8)               | 83.4 (28.6)               | 76.7 (24.8)               | 68.0 (20.0)               | 97.7 (36.5)               |
| الحد الأقصى المتوسط °ف (°م)       | 62.1 (16.7)               | 64.2 (17.9)               | 69.3 (20.7)               | 76.3 (24.6)               | 81.3 (27.4)               | 89.2 (31.8)               | 91.2 (32.9)               | 93.2 (34.0)               | 88.0 (31.1)               | 79.2 (26.2)               | 72.0 (22.2)               | 65.5 (18.6)               | 94.6 (34.8)               |
| متوسط درجة الحرارة الكبرى °ف (°م) | 55.0 (12.8)               | 55.2 (12.9)               | 60.3 (15.7)               | 65.8 (18.8)               | 71.2 (21.8)               | 78.8 (26.0)               | 83.8 (28.8)               | 84.4 (29.1)               | 79.7 (26.5)               | 71.2 (21.8)               | 63.5 (17.5)               | 58.1 (14.5)               | 68.9 (20.5)               |
| متوسط درجة الحرارة الصغرى °ف (°م) | 45.3 (7.4)                | 44.1 (6.7)                | 48.7 (9.3)                | 53.2 (11.8)               | 58.1 (14.5)               | 64.8 (18.2)               | 70.0 (21.1)               | 70.7 (21.5)               | 66.4 (19.1)               | 59.5 (15.3)               | 53.1 (11.7)               | 48.0 (8.9)                | 56.8 (13.8)               |
| الحد الأدنى المتوسط °ف (°م)       | 37.9 (3.3)                | 36.5 (2.5)                | 40.3 (4.6)                | 46.6 (8.1)                | 50.4 (10.2)               | 57.4 (14.1)               | 64.0 (17.8)               | 63.5 (17.5)               | 59.0 (15.0)               | 48.7 (9.3)                | 44.4 (6.9)                | 40.5 (4.7)                | 35.1 (1.7)                |
| أدنى درجة حرارة °ف (°م)           | 32.2 (0.1)                | 30.0 (−1.1)               | 36.9 (2.7)                | 43.0 (6.1)                | 46.6 (8.1)                | 52.5 (11.4)               | 58.3 (14.6)               | 56.7 (13.7)               | 54.1 (12.3)               | 39.2 (4.0)                | 39.9 (4.4)                | 30.9 (−0.6)               | 30.0 (−1.1)               |
| المصدر: Météo Climat BZH          |                           |                           |                           |                           |                           |                           |                           |                           |                           |                           |                           |                           |                           |

## معرض صور

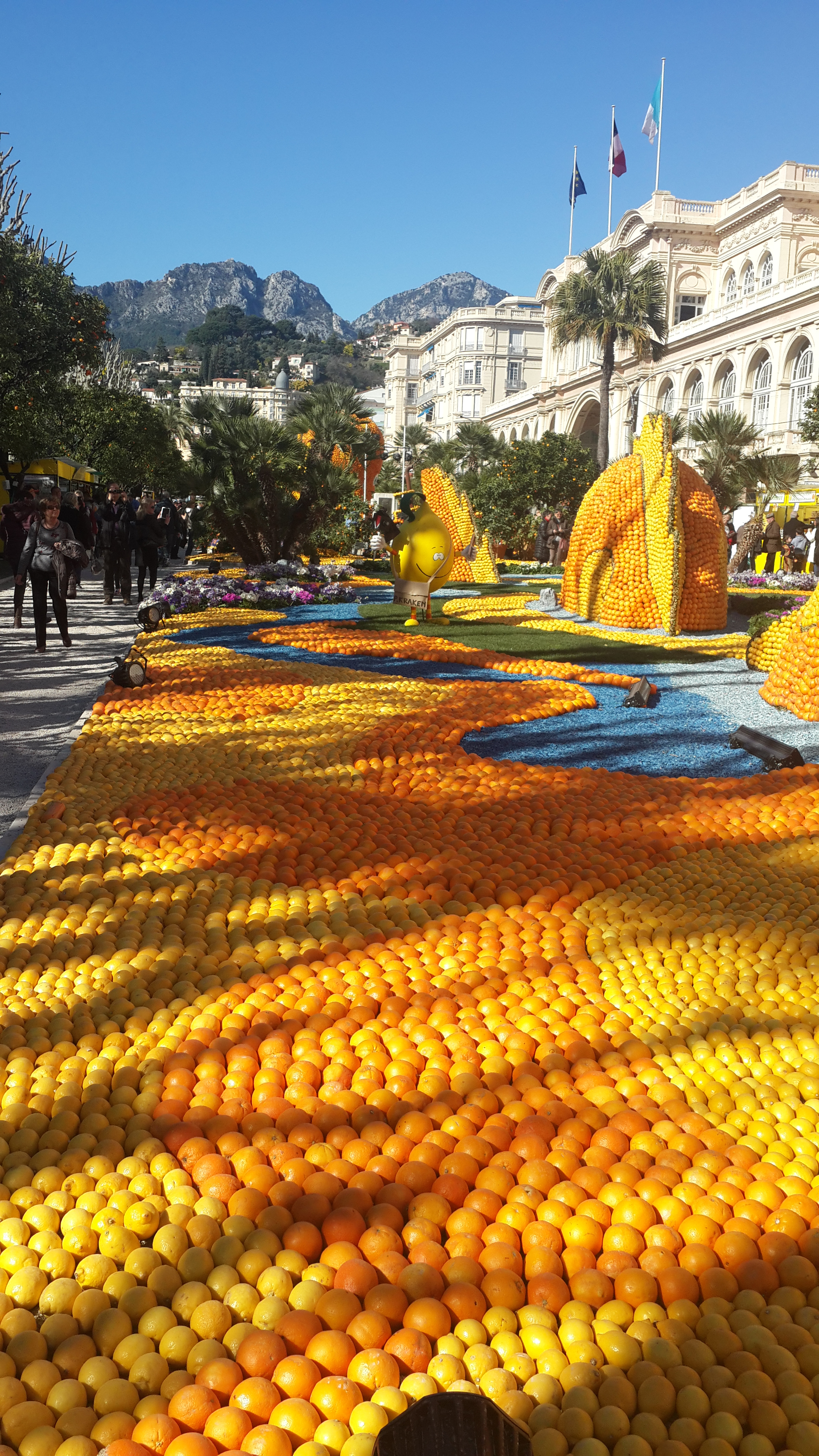
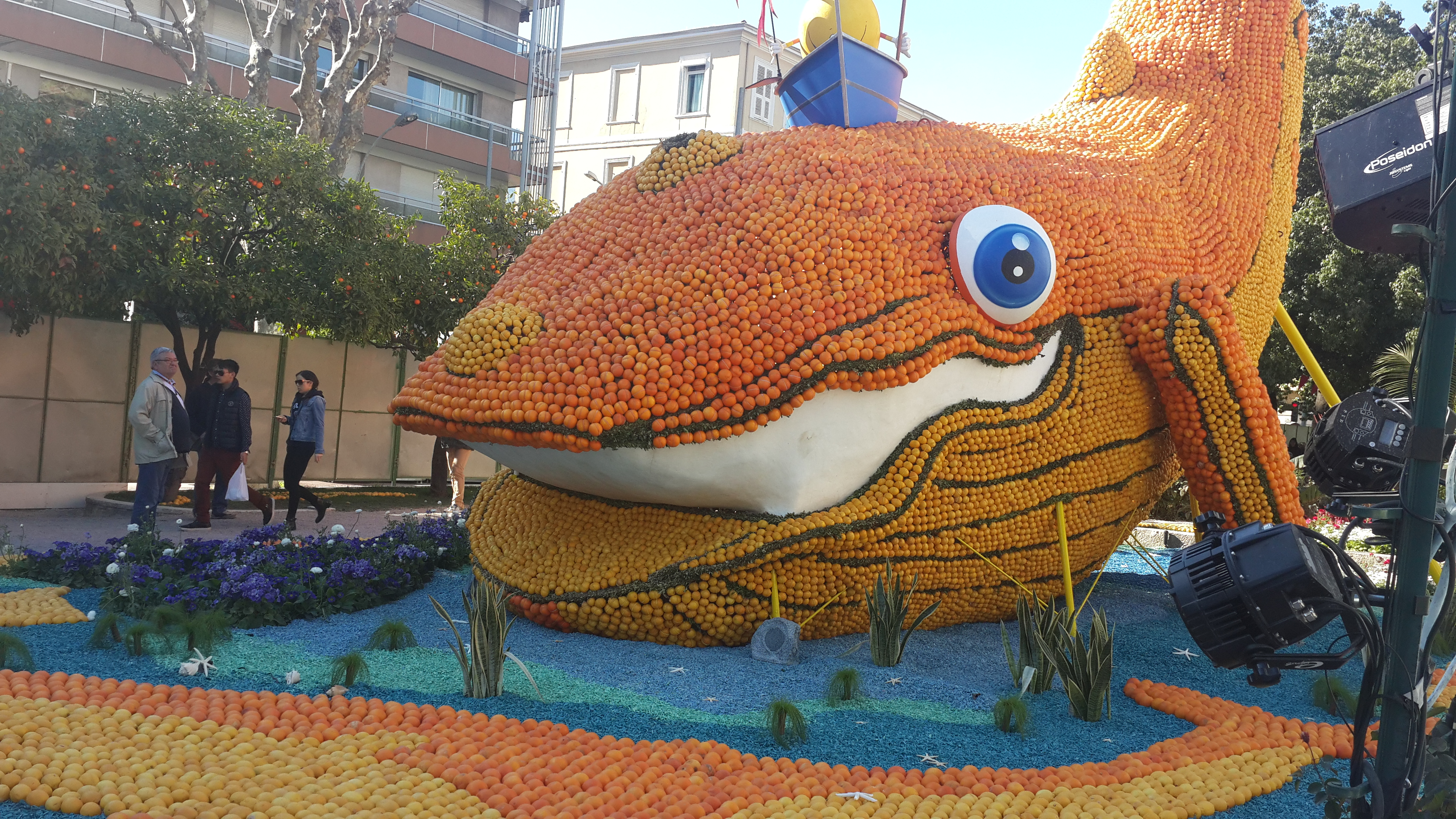
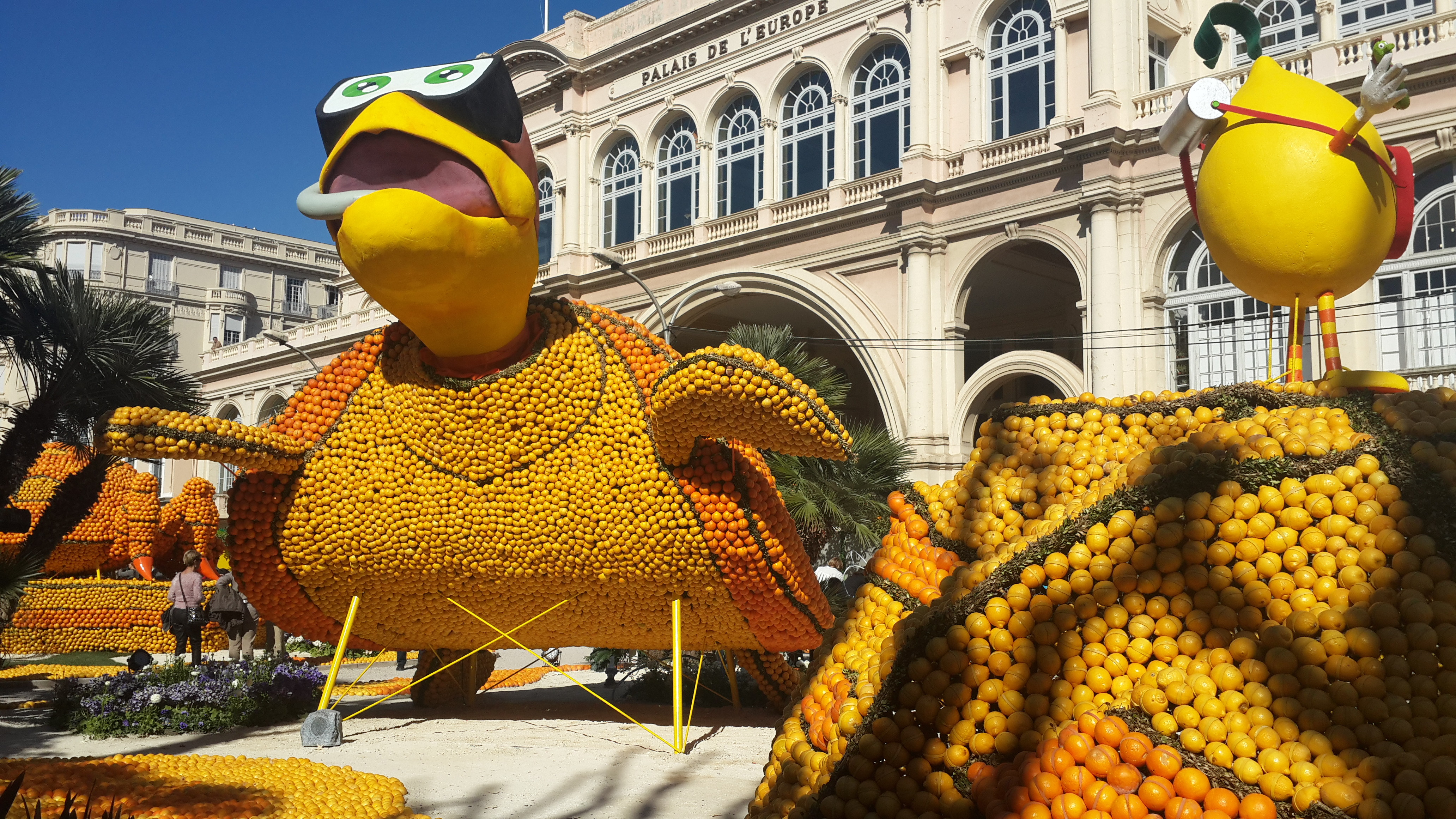
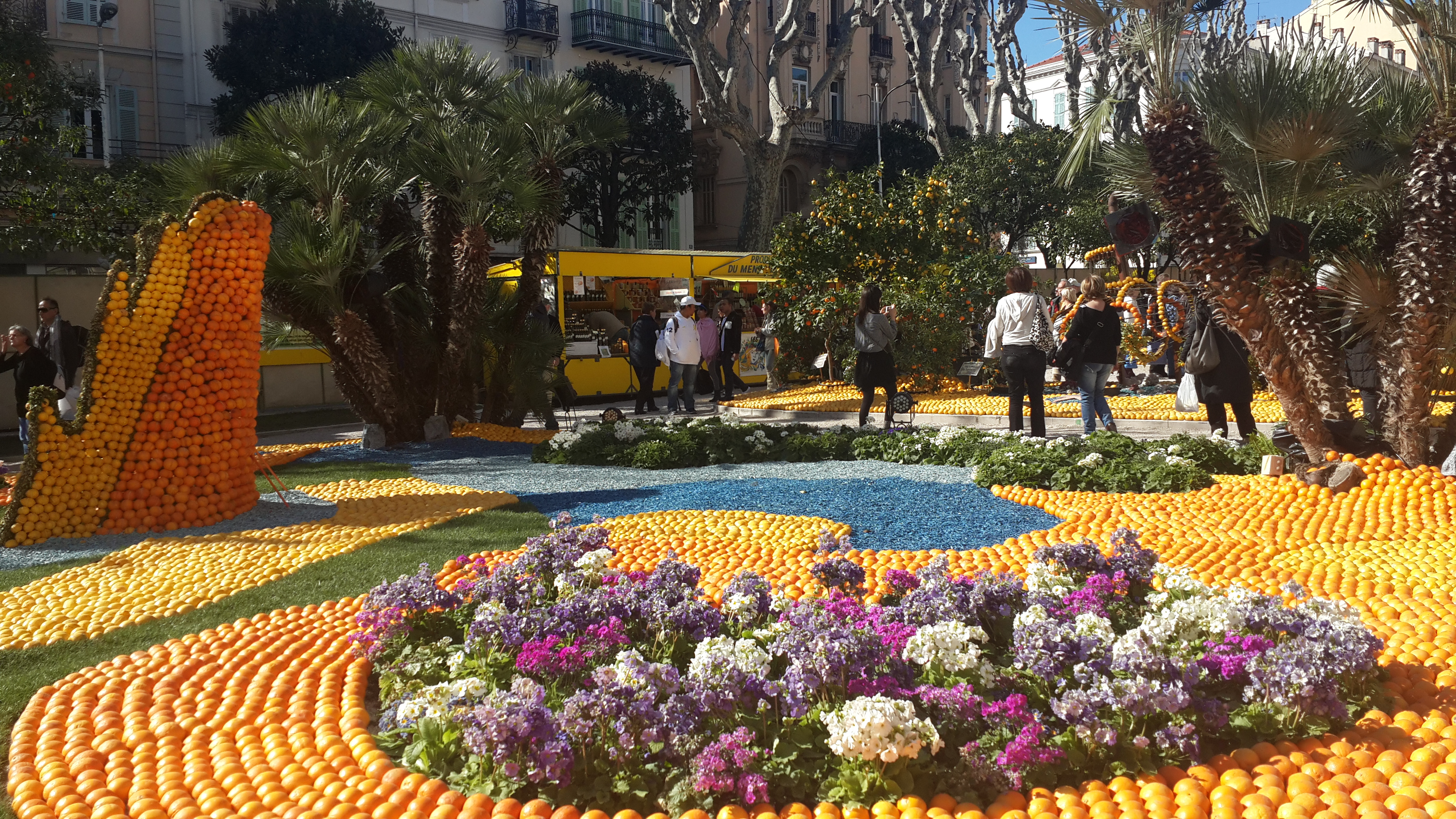

## توأمة
لمنتون اتفاقيات توأمة مع كل من:
- مونترو
- نامور
- بادن بادن (1961 - )
- سوتشي
- نافبليو
- نوردفايك
- بلنسية

## أعلام
- جيروم ألونزو
- أفريل دي سانت كروا
- ويليام بتلر ييتس
- ديفيد أليسون
- جورج يوهانسون
- أندريه روسي
- جوليان فالك

## روابط
- الموقع الرسمي للمدينة